# Гірниче кріплення

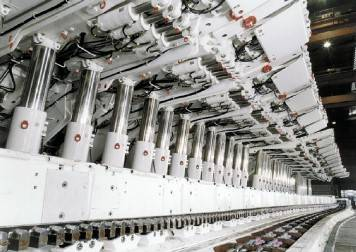
Агрегатне гідравлічне кріплення для лав

Гірниче кріплення (рудникове кріплення, шахтне кріплення), (рос. горная крепь, англ. mine support; нім. Grubenausbau m — гірничотехнічна споруда (конструкція), що зводиться в підземних гірничих виробках для забезпечення їх стійкості та безпеки, технологічного збереження, а також управління гірничим тиском. При цьому гірниче кріплення виконує одну або сукупність функцій: охорону підземної споруди від обвалів і вивалів гірських порід; забезпечення проектних розмірів поперечного перетину підземних споруд на весь термін їх експлуатації; сприйняття зовнішніх і внутрішніх (зокрема тиск води в гідротехнічних тунелях) навантажень та їх перерозподіл для залучення в роботу навколишнього породного масиву; запобігання руйнуванню, розмоканню породи та інших впливів повітря і води; зменшення шорсткості поверхні і внаслідок цього зниження втрат напору повітря і води (в гідротехнічних тунелях) на тертя.
У тунелебудуванні кріплення виробки називають оправою.
В Україні розробкою технології гірничого кріплення займався Самойловський М.

## Класифікація
Сучасне гірниче кріплення поділяють: за призначенням і видом виробок — на кріплення капітальних, підготовчих і очисних виробок, кріплення горизонтальних, похилих і вертикальних виробок, кріплення сполучень і перетинів виробок; за основним матеріалом, з якого виготовлене гірниче кріплення, — на металеве, дерев'яне, кам'яне, залізобетонне, бетонне, полімерне, змішане гірниче кріплення.
За робочими характеристиками розрізняють жорстке і податливе кріплення; за характером взаємодії з оточуючими породами — на підтримуюче, підпірне, захисне, ізолююче, зміцнююче, комбіноване кріплення.
Гірниче кріплення капітальних і підготовчих виробок поділяють: за терміном служби — на тимчасове і постійне; за формою контуру — на прямокутне, трапецієподібне, полігональне, бочкоподібне, склепінчасте, кругове; за мірою перекриття периметру перетину виробки — на замкнене і незамкнене; за конструктивним виконанням — на суцільне, рамне і анкерне гірниче кріплення.
За способом виготовлення і спорудження розрізняють збірне і монолітне кріплення. Гірниче кріплення очисних вибоїв поділяють: за конструктивним виконанням — на індивідуальне, механізоване і щитове; за функцією — на привибійне і посадкове кріплення.

## Параметри кріплення
Параметри кріплення (рос. параметры крепи, англ. parameters of support, support parameters, нім. Ausbaudaten pl) — технічні показники, що характеризують форму, розміри, тримкість, величину податливості, опір кріплення.

### Початковий розпір кріплення
Початковий розпір кріплення (рос. начальный распор крепи , англ. initial thrust of support, нім. Ausbausetzlast f, Setzlast f des Stempels) — початкове зусилля, що створюється в кріпленні при його встановленні в робоче положення.

### Пружна податливість кріплення
Пружна податливість кріплення (рос. упругая податливость крепления, англ. resilient pliability (yield-ing) of a casing, нім. elastische (federnde) Nachgiebigkeit f des Ausbaus) — податливість жорсткого кріплення до початку непружних деформацій матеріалу, яка відповідає нормативному стану жорсткого кріплення й має дуже обмежену величину (відповідно до границі пластичності матеріалу). У гідравлічних стояках довжина стояка змінюється за рахунок стиснення рідини та деформації стінок циліндра, а також висувної частини.

### Прохідний переріз кріплення
Прохідний переріз кріплення (рос. проходное сечение крепи, англ. flushing cross-section of a support, нім. Durchgangsquerschnitt m, Durchlaufquerschnitt m des Ausbaus) — площа перерізу вільного простору в кріпленні для проходження повітряного вентиляційного струменя.

### Коефіцієнт розсування кріплення
Коефіцієнт розсування кріплення — відношення висоти кріплення у розсунутому положенні до її висоти у нерозсуненому стані.

## Гранична податливість кріплення
Грани́чна пода́тливість крі́плення (рос. предельная податливость крепи, англ. limiting yielding of supports; нім. zulässige Ausbaunachgiebigkeit f, Grenzausbauformbarkeit f) — у гірництві — найбільша допустима величина податливості гірничого кріплення, перевищення якої може призвести до його руйнування з втратою тримкості або до неприпустимого зменшення площі перерізу виробки.

## Робоче навантаження на кріплення
Робоче навантаження на кріплення (рос. рабочая нагрузка  на  крепление; англ. working workload on a support; нім. Betriebsausbaulast f) — навантаження на кріплення в період його експлуатації. Розрізняють робоче навантаження на кріплення розрахункове, що визначається розрахунком або задається при конструюванні кріплення, та фактичне, яке в дійсності несе кріплення під час експлуатації. Розрахункове навантаження на кріплення приймається меншим від граничного (яке викликає руйнування кріплення).